# Unis (grupo)
Unis (유니스 (romanización revisada, Yuniseu; McCune-Reischauer, Yunisŭ); estilizado en mayúsculas o como U&iS) es un grupo femenino surcoreano formado y administrado por F&F Entertainment mediante el reality show de supervivencia Universe Ticket (2023–24). El grupo está conformado por 8 miembros: Hyeonju, Nana, Gehlee, Kotoko, Yunha, Elisia, Yoona y Seowon. Debutaron el 27 de marzo de 2024, con el Extended play (EP) We Unis.

## Nombre
El nombre del grupo deriva de la abreviatura de "U&I Story", así como "UNiverse Is Started", que simboliza el deseo del grupo de continuar escribiendo su propia historia para lograr sus sueños que comenzaron en Universe Ticket . 

## Historia

### Actividades de formación y predebut.
UNIS se formó a través del reality show de supervivencia de SBS Universe Ticket, que se emitió del 18 de noviembre de 2023 al 17 de enero de 2024.   El programa reunió a 82 concursantes de todo el mundo, principalmente de Corea del Sur, Japón, China, Tailandia, Myanmar, Vietnam, Filipinas y Canadá, para competir y debutar en un grupo de chicas multinacional. 
Antes de aparecer en el programa, varios integrantes ya habían estado activos en la industria del entretenimiento. En 2017, Hyeonju fue miembro del grupo de chicas "Good Day" bajo el nombre de Lucky,  y compitió en The Unit: Idol Rebooting Project .  Sin embargo, fue eliminada en la tercera ronda eliminatoria y redebutó en Cignature en 2020 bajo el nombre de Belle. 
En marzo de 2021, Yoona se unió al grupo de música y colectivo de YouTube "Play With Me Club" formado por PocketTV y se graduó del grupo el 25 de marzo de 2022.  En octubre de 2021, Nana compitió en Who Is Princess?.  Ocupó el quinto lugar e hizo su debut como miembro de un grupo de chicas de cinco miembros, "PRIKIL", en mayo de 2022. 
El 18 de enero de 2024, se informó que UNIS debutará en algún momento de marzo. Posteriormente, se anunció su debut para el 27 de marzo de 2024 con el EP We Unis .  El 7 de marzo, el grupo lanzó un calendario de promoción para el álbum.  El grupo hizo su debut con el lanzamiento del EP We Unis, junto con su sencillo principal "Superwoman". 

## Miembros
- Hyeonju (현주) – Leader,[14] Lead Vocalist.
- Nana (나나) – Main Dancer, Sub Vocalist, Rapper, Center, Visual.
- Gehlee (젤리) – Sub Vocalist, Rapper, Visual.
- Kotoko (코토코) – Sub Rapper, Sub Vocalist.
- Yunha (윤하) – Lead Vocalist, Main Dancer.
- Elisia (엘리시아) – Main Vocalist.
- Yoona (윤아) - Main Rapper, Sub Vocalist, Lead Dancer.
- Seowon (서원) – Main Vocalist, Maknae.

## Discografía

### Extended plays
| Título  | Detalles                                                                                     | Posiciones pico en el gráfico | Ventas        |
| Título  | Detalles                                                                                     | COR </br>                     | Ventas        |
| ------- | -------------------------------------------------------------------------------------------- | ----------------------------- | ------------- |
| We Unis | - Publicado: 27 de marzo de 2024 - Etiqueta: F&F - Formatos: CD, descarga digital, streaming | 11                            | - COR: 42.085 |

| Título       | Año  | Gráfico de posiciones pico | Álbum   |
| Título       | Año  | COR DL                     | Álbum   |
| ------------ | ---- | -------------------------- | ------- |
| "Superwoman" | 2024 | 41                         | We Unis |

## Videografía

### Videos musicales
| Título       | Año  | Director(es) | Ref. |
| ------------ | ---- | ------------ | ---- |
| "Superwoman" | 2024 | Unknown      | 18   |

## Filmografía

### Reality shows
| Año       | Título          | Notas                                                                | Ref.   |
| --------- | --------------- | -------------------------------------------------------------------- | ------ |
| 2023–2024 | Universe Ticket | Reality competition show que determinó el alineamiento final de UNIS | [ 19 ] |